# 跛行
跛行（はこう、lameness、claudication、limp）とは、片足を引きずるように歩くこと。跛（ちんば、びっこ）を引くこと。医学用語や獣医学用語で用いられる。外傷や奇形理由だけでなく、その他の疾患により正常な歩行が出来てない状態。ただし、疲労、衰弱、老化、調教、指導法によるものは跛行に含めない。負重時に認められる跛行を支柱肢跛行、挙上時に認められる跛行を懸垂肢跛行、負重時および挙上時いずれの時ににも認められる跛行を混合跛行と呼ぶ。 
診断には診断的麻酔法、X線検査、飛節内腫試験、超音波検査などが用いられる。運動器疾患の症状で多くみられる。
派生して、「釣り合いが取れずに物事が動く状態」も指す（市場相場が跛行する、など）。

## ペットの跛行
犬などが飼い主へ「もっと構ってほしい、もっと注目してほしい、もっと心配してほしい」という気持ちからわざとするケースもある。仮病の場合は、足に触っても痛がらないし、検査をしても異常が見つからない。特に、以前に足を本当に痛めた際に家族がすごく心配され、構ってもらったり注目してもらったりした経験があると行いがちである。仮病の際には、「病院へ連れて行くと普通に歩ける」、「散歩に出るといつも通り歩ける」といったことが起こる。